# 농지개량
농지개량은 농업용 수리구조물 관련 사업을 하는 업체이다. 농업생산기반 조성, 정비사업에 필요한 수리구조물 생산이 주업무이나 최근에는 농업용 수리구조물 이외의 분야인 도로나 택지 개발 공사에도 활용되고 있다.
2009년 8월 26일 한국농어촌공사는 자회사인 ㈜농지개량을 ㈜코코엔터프라이즈에 매각계약을 체결하였다. 매각 이전에는 기타공공기관으로 분류되었으나, 현재는 기타공공기관 지정에서 해제되었다.